# Новоукраїнська міська рада
Новоукраї́нська міська́ ра́да — адміністративно-територіальна одиниця та орган місцевого самоврядування в Новоукраїнському районі Кіровоградської області. Адміністративний центр — місто Новоукраїнка.

## Загальні відомості
- Територія ради: 250,2 км²
- Населення ради: 20 449 осіб (станом на 2001 рік)

## Населені пункти
Міській раді підпорядковані населені пункти:
- м. Новоукраїнка
- с. Звірівка
- с. Новоолександрівка
- с. Яблунівка

## Склад ради
Рада складається з 30 депутатів та голови.
- Голова ради: Корінний Олександр Олександрович
- Секретар ради: Вишневецька Людмила Дмитрівна

### Керівний склад попередніх скликань
| Прізвище, ім'я, по батькові      | Основні відомості                                               | Дата обрання | Дата звільнення |
| -------------------------------- | --------------------------------------------------------------- | ------------ | --------------- |
| Дигас Володимир Олександрович    | Міський голова, 1955 року народження, безпартійний              | 26.03.2006   | 31.10.2010      |
| Корінний Олександр Олександрович | Міський голова, 1977 року народження, освіта вища, безпартійний | 31.10.2010   |                 |

Примітка: таблиця складена за даними сайту Верховної Ради України

### Депутати
За результатами місцевих виборів 2010 року депутатами ради стали:

#### За суб'єктами висування
| Суб'єкт висування                                       | Кількість обраних депутатів | %    |
| ------------------------------------------------------- | --------------------------- | ---- |
| Партія регіонів                                         | 15                          | 50   |
| Народна партія                                          | 5                           | 16,7 |
| Політична партія Всеукраїнське об'єднання «Батьківщина» | 5                           | 16,7 |
| Комуністична партія України                             | 2                           | 6,7  |
| Політична партія «Сильна Україна»                       | 2                           | 6,7  |
| Соціалістична партія України                            | 1                           | 3,3  |

#### За округами
| № округу                                                | Прізвище, ім'я, по батькові        | Дата визнання обраним | Освіта  | Партійна приналежність                        | Відомості про обраного депутата                                |
| ------------------------------------------------------- | ---------------------------------- | --------------------- | ------- | --------------------------------------------- | -------------------------------------------------------------- |
| Комуністична партія України                             |                                    |                       |         |                                               |                                                                |
| б/м                                                     | Колоколов Анатолій Олександрович   | 04.11.2010            | вища    | член Комуністичної партії України             | пенсіонер                                                      |
| б/м                                                     | Шерер Олег Іванович                | 04.11.2010            | середня | член Комуністичної партії України             | пенсіонер                                                      |
| Народна Партія                                          |                                    |                       |         |                                               |                                                                |
| б/м                                                     | Клименко Олексій Петрович          | 04.11.2010            | вища    | позапартійний                                 | тимчасово не працює                                            |
| 4                                                       | Ревенко Ігор Олександрович         | 04.11.2010            | вища    | член Народної партії                          | приватний підприємець                                          |
| 6                                                       | Бакун Олександр Михайлович         | 04.11.2010            | вища    | позапартійний                                 | приватний підприємець                                          |
| 10                                                      | Корнієнко Володимир Григорович     | 04.11.2010            | вища    | позапартійний                                 | приватний підприємець                                          |
| 15                                                      | Пальона Євгенія Георгіївна         | 04.11.2010            | вища    | позапартійна                                  | фельдшерсько-акушерський пункт с. Яблунівка, завідувачка       |
| Партія регіонів                                         |                                    |                       |         |                                               |                                                                |
| б/м                                                     | Огородній Ігор Валентинович        | 04.11.2010            | вища    | член Партії регіонів                          | приватний підприємець                                          |
| б/м                                                     | Торганський Олексій Володимирович  | 04.11.2010            | вища    | член Партії регіонів                          | Християнська церква «Нове життя», пастор                       |
| б/м                                                     | Беденко Олена Іванівна             | 04.11.2010            | вища    | член Партії регіонів                          | Новоукраїнська районна санепідемстанція, лікар-епідеміолог     |
| б/м                                                     | Сторожук Людмила Миколаївна        | 04.11.2010            | вища    | член Партії регіонів                          | пенсіонер                                                      |
| б/м                                                     | Корнійченко Олена В'ячеславівна    | 04.11.2010            | вища    | член Партії регіонів                          | редакція районної газети «Новоукраїнські новини», кореспондент |
| б/м                                                     | Загорбенська Людмила Іванівна      | 04.11.2010            | вища    | член Партії регіонів                          | тимчасово не працює                                            |
| 1                                                       | Врадій Любов Іванівна              | 04.11.2010            | вища    | член Партії регіонів                          | Новоукраїнська загальноосвітня школа № 1, вчитель              |
| 2                                                       | Колпак Галина Василівна            | 04.11.2010            | вища    | член Партії регіонів                          | ФОП «Рева В. І.», технолог                                     |
| 3                                                       | Романенко Валентина Іванівна       | 04.11.2010            | вища    | член Партії регіонів                          | Новоукраїнська ЦРЛ, заступ-ник головно-го лікаря               |
| 5                                                       | Вишневецька Людмила Дмитрівна      | 04.11.2010            | вища    | позапартійна                                  | Новоукраїнська РДА, заступ-ник керівника апарату               |
| 7                                                       | Петренко Наталія В'ячеславівна     | 04.11.2010            | вища    | позапартійна                                  | Новоукраїнська загальноосвітня школа № 6, директор             |
| 8                                                       | Чернова Ольга Миколаївна           | 04.11.2010            | вища    | член Партії регіонів                          | Новоукраїнська загальноосвітня школа № 1, вчитель              |
| 9                                                       | Фортинська Валентина Володимирівна | 04.11.2010            | вища    | позапартійна                                  | Новоукраїнська ЦРЛ, заступ-ник головно-го лікаря               |
| 11                                                      | Рибак Наталія Олександрівна        | 04.11.2010            | вища    | позапартійна                                  | Новоукраїнська загальноосвітня школа № 8, директор             |
| 14                                                      | Гречан Олег Вікторович             | 04.11.2010            | середня | член Партії регіонів                          | приватний підприємець                                          |
| Політична партія Всеукраїнське об'єднання «Батьківщина» |                                    |                       |         |                                               |                                                                |
| б/м                                                     | Філіпенко Костянтин Анатолійович   | 04.11.2010            | середня | член Всеукраїнського об'єднання «Батьківщина» | агрофірма «Веста», голова                                      |
| б/м                                                     | Севастьянова Іванна Дмитрівна      | 04.11.2010            | середня | член Всеукраїнського об'єднання «Батьківщина» | Новоукраїнський вузол зв'язку, листоноша                       |
| б/м                                                     | Канонік Наталія Іванівна           | 04.11.2010            | середня | член Всеукраїнського об'єднання «Батьківщина» | Новоукраїнське житлово-комунальне підприємство, майстер        |
| 12                                                      | Чабанов Олександр Вікторович       | 04.11.2010            | середня | член Всеукраїнського об'єднання «Батьківщина» | ТОВ «Зерновик», головний інженер                               |
| 13                                                      | Лянна Олександра Федорівна         | 04.11.2010            | середня | член Всеукраїнського об'єднання «Батьківщина» | пенсіонер                                                      |
| Політична партія «Сильна Україна»                       |                                    |                       |         |                                               |                                                                |
| б/м                                                     | Бизова Алла Іванівна               | 04.11.2010            | вища    | член Політичної партії «Сильна Україна»       | фірма «Сатурн», головний бухгалтер                             |
| б/м                                                     | Третяков Вадим Анатолійович        | 04.11.2010            | вища    | член Політичної партії «Сильна Україна»       | Новоукраїнське ЖКП, начальник                                  |
| Соціалістична партія України                            |                                    |                       |         |                                               |                                                                |
| б/м                                                     | Турчак Тамара Василівна            | 04.11.2010            | середня | член Соціалістичної партії України            | приватне підприємство «Арсірій Г. П.», продавець               |